# Turner Ashby

Turner Ashby

Turner Ashby (* 23. Oktober 1828 in Rose Bank, Virginia; † 6. Juni 1862 in Harrisonburg, Virginia) war Oberst des Konföderierten Heeres im Sezessionskrieg und Kommandeur der Kavallerie Generalmajor „Stonewall“ Jacksons im Shenandoah-Feldzug. Sein Spitzname war der Schwarze Ritter, weil er mit Vorliebe ein schwarzes Kavalleriepferd ritt.
Häufig wird er als General bezeichnet. Die Beförderung zum Brigadegeneral fand 14 Tage vor seinem Tod statt, wurde aber nicht vom Senat der Konföderierten Staaten bestätigt.

## Leben
Turner Ashby war der Sohn von Oberst Turner Ashby, der im Britisch-Amerikanischen Krieg 1812 kämpfte, und ein Enkel von Hauptmann Jack Ashby, der bereits im Amerikanischen Unabhängigkeitskrieg kämpfte. Ashby ging auf eine Privatschule und wurde anschließend Plantagenbesitzer und Geschäftsmann. 1857 stellte er eine Kavalleriekompanie auf, die als „Mountain Rangers“ bekannt wurde. Mit dieser Einheit sicherte er das Verfahren und die Hinrichtung John Browns nach dessen Überfall auf das Arsenal von Harpers Ferry.

## Bürgerkrieg
Bei Ausbruch des Bürgerkriegs wurde er zum Hauptmann befördert und seine Kavalleriekompanie wurde Teil des 7. Virginia-Kavallerie-Regiments. Im Juni 1861 wurde Ashby zum Oberstleutnant befördert und bekam wegen der schweren Krankheit des Kommandeurs das Kommando über 10 Kompanien. Ashby stellte die erste berittene Artillerie-Batterie, namens Chew’s Battery, als Teil des Regiments auf. Im Oktober 1861 griff er das Arsenal der Union in Harpers Ferry an, wurde jedoch von den US-Truppen unter Oberst John White Geary abgewehrt.
Am 12. März 1862 wurde er zum Kommandeur des Regiments ernannt. Im Sommer 1862 verfügte das 7. Virginia-Kavallerie-Regiment über 27 Infanterie- und Kavalleriekompanien; für ein Regiment während des Bürgerkrieges war es außerordentlich groß. Generalmajor Jackson beabsichtigte, die Kavalleriekomponenten zwei Brigaden zu unterstellen. Ashby protestierte und drohte mit Rücktritt. Jackson gab diesem Protest zwar statt, weigerte sich jedoch, ihn zur Beförderung vorzuschlagen.

### Tod während des Shenandoah-Feldzugs

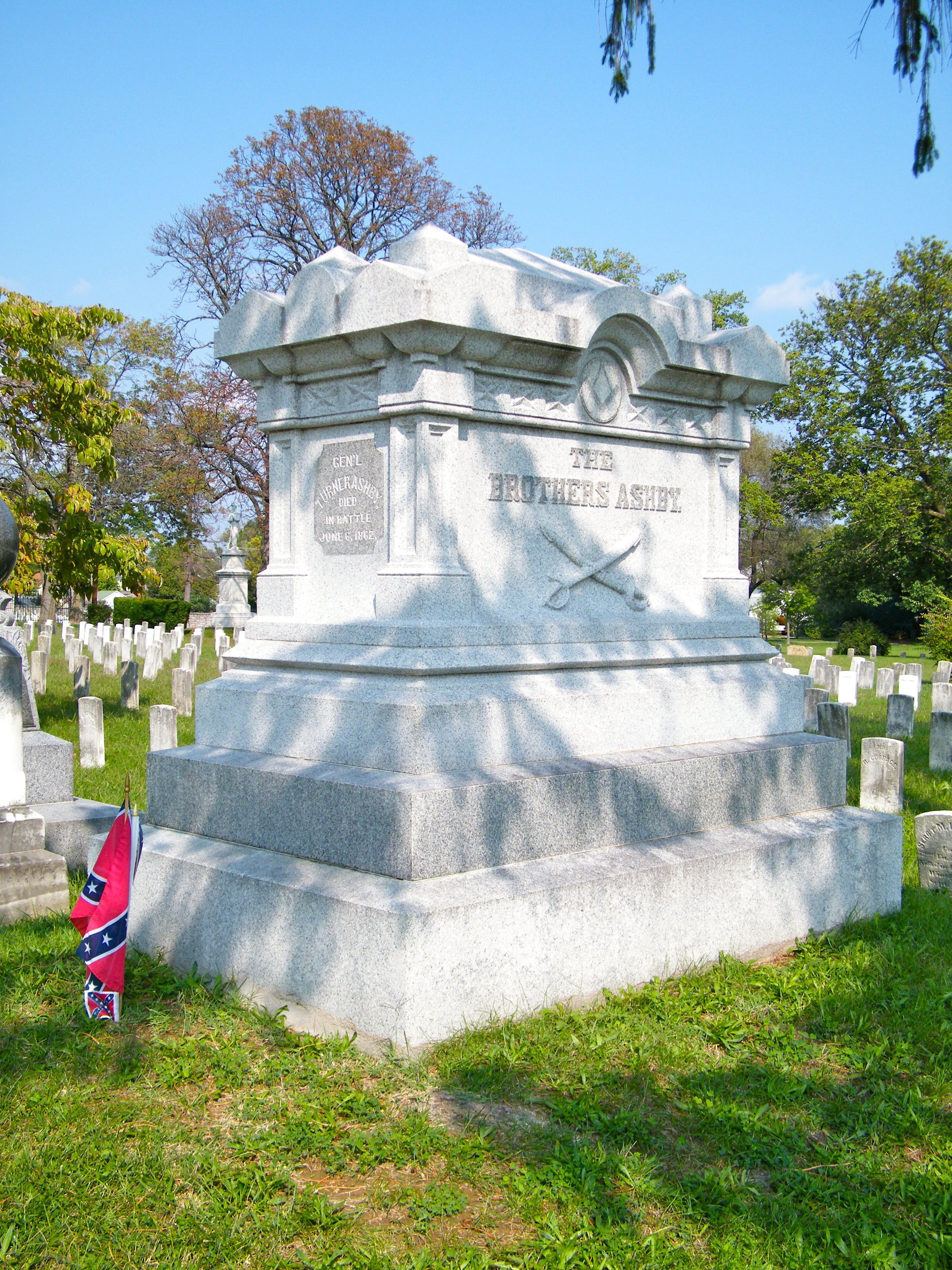
Ashbys Grabstein in Winchester, Virginia

Nach der ersten Schlacht von ersten Schlacht von Winchester wichen die Truppen Jacksons vor der Übermacht Generalmajor John C. Frémonts in die Gegend südlich des Massanutten Mountains im Shenandoahtal aus. Ashby kommandierte die Nachhut und sicherte das Ausweichen.
Am 6. Juni 1862 griff das 1. New Jersey-Kavallerie-Regiment Ashbys Stellungen bei Good’s Farm an. Während des Gefechts wurde sein Pferd erschossen und er führte den Gegenangriff zu Fuß an. Schon nach wenigen Metern traf ihn eine Kugel tödlich. Seine letzten Worte sollen gelautet haben: Angriff Männer! Um Gottes Willen. Angriff!

## Ehrungen
Ashby wurde auf dem Friedhof der University of Virginia beigesetzt. Im Oktober 1866 wurde sein Körper exhumiert und auf dem Stonewall Cemetery in Winchester, Virginia, neben dem Grab seines jüngeren Bruders Richard Ashby beigesetzt, der 1861 bei Harpers Ferry bei einem Scharmützel mit Unionstruppen gefallen war.
Die Turner Ashby High School in Bridgewater, Virginia, wurde nach ihm benannt.
Ashby war ein Mitglied im Bund der Freimaurer (Loge: Equality Lodge No. 44 in Martinsburg).